# جليزا 784
جليسي 784 هو نجم قزم أحمر طيفه من نوع M0V، ويقع في كوكبة المرقب يبعد عن الأرض مسافة 20.2 سنة ضوئية .

## تاريخ
جليسي 784 معروف منذ سنة 1900، عندما تم تضمينه في فهرس Durchmusterung الذي أنشأه جون ماكون ثوم. اسمه المقابل في الفهرس هو CD -45 13677  .